# René Cousineau
Pour l’article homonyme, voir Cousineau.
 (novembre 2024).
René Cousineau, né le 17 juin 1930 et mort le 10 septembre 2002, est un notaire, professeur de droit notarial, promoteur immobilier et homme politique fédéral du Québec.

## Biographie
Né à Gatineau dans la région des Outaouais, M. Cousineau devint député du Parti libéral du Canada dans la circonscription fédérale de Gatineau en 1979. Réélu en 1980, il fut défait en 1984 par le progressiste-conservateur Claudy Mailly.
Durant sa carrière en politique, il fut secrétaire parlementaire responsable du dossier des Petites entreprises et du Tourisme de 1982 à 1984 et du ministre de l'Expansion industrielle régionale en 1984. René Cousineau meurt le 10 septembre 2002 à l'âge de 72 ans.